# توقع (عاطفة)

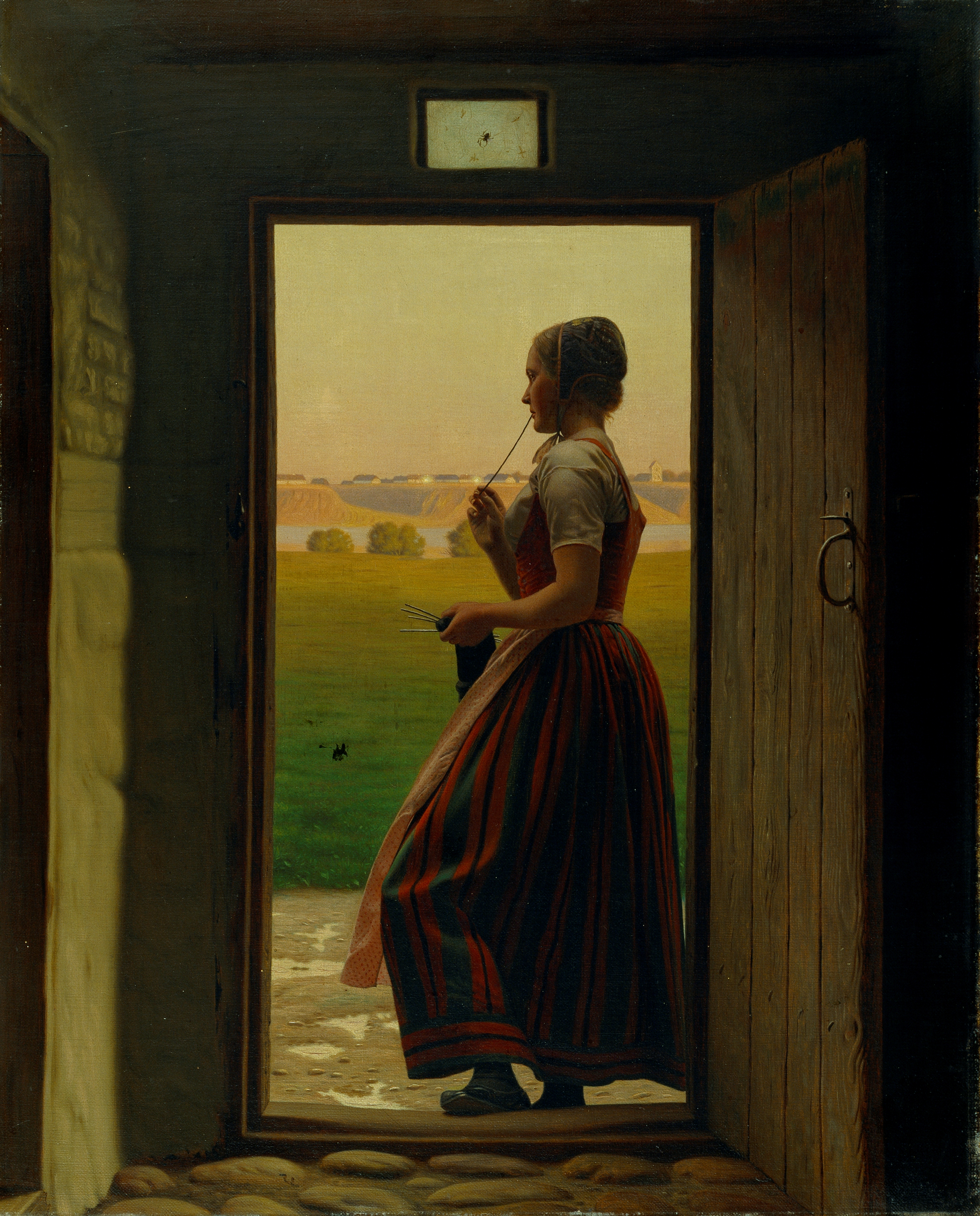

في حالات عدم اليقين، يعتبر التوقع الشيء الأكثر احتمالاً أن يحدث. والتوقع اعتقاد يركز على المستقبل، وقد يكون أو لا يكون واقعياً، وتثير النتائج ذات الفائدة الضعيفة عاطفة من خيبة الأمل، أما إذا حدث شيء غير متوقع على الإطلاق فيسمى مفاجأة، وتأخذ التوقعات حيال سلوك شخص ما أو أدائه - والتي تم الإعراب عنها لهذا الشخص - شكل طلب قوي أو أمر، وهذا النوع من التوقعات يسمى معياراً اجتماعياً، ويمكن التعبير عن درجة توقع أن يتحقق الشيء من خلال استخدام المنطق الضبابي.

## توقعات الرفاهية
يؤكد ريتشارد لازاروس على أن الناس أصبحوا معتادين على تجارب الحياة الإيجابية أو السلبية التي تؤدي إلى توقعات إيجابية أو سلبية بشأن ظروفهم الحالية والمستقبلية. ويلاحظ لازاروس أن المبدأ الفلسفي الذي يحظى بقبول على نطاق واسع أن «السعادة تتوقف على الحالة النفسية الخلفية للشخص... ولا يمكن توقعها بشكل جيد دون الإشارة إلى» توقعات الشخص.
فيما يتعلق بالسعادة أو التعاسة، يلاحظ لازاروس أن «الناس الذين تكون ظروف حياتهم تنطوي على المشقة والحرمان غالبًا ما يقيمون رفاهيتهم تقييمًا إيجابيًا» في حين أن «الأشخاص ميسوري الحال.... غالبًا ما يقيمون رفاهيتهم تقييمًا سلبيًا.» يقول لازاروس «إن التفسير الأكثر منطقية لهذا التناقض الواضح هو أن الناس تنتابهم توقعات إيجابية أو سلبية» وتكون هذه التوقعات دليلاً لهذه التقييمات.

## توقعات تأثير على المعتقدات
عالم الاجتماع روبرت. «كتب ميرتون أن توقع الشخص مرتبط مباشرة إلى نبوءة. أم لا مثل هذا التوقع صادقة أم لا، له تأثير ضئيل أو لا على النتيجة. إذا كان الشخص يعتقد ما يقال لهم أو يقنع نفسه / نفسها من الواقع، وهناك احتمالات هذا الشخص سوف نرى التوقع إلى نهايتها الحتمية. هناك الخطر الكامن في هذا النوع من وصفها وخاصة بالنسبة للمعلم. وبما أن الأطفال يقتنعون بسهولة من بعض المعتقدات وخصوصا عندما قال لهم من قبل شخصية مثل سلطة أحد الوالدين أو المعلمين، وأنهم قد يعتقدون كل ما يتم تدريسه لهم حتى لو ما يتم تدريسه لا يوجد لديه أساس واقعي. إذا كان الطالب أو الطفل للعمل على معلومات خاطئة، يمكن أن يؤدي بعض العواقب غير المقصودة إيجابية أو سلبية. إذا استخدمت توقعات إيجابية مفرطة أو مرتفعة لوصف أو التلاعب الشخص الصورة الذاتية وتنفيذ يقصر، ويمكن أن تكون النتائج عكس ما مجموعه هذا الشخص الثقة بالنفس. إذا فكرت في من حيث السببية أو العلة والمعلول، وارتفاع توقع الشخص وانخفاض التنفيذ، قد تصبح أعلى مستوى الإحباط. هذا بدوره يمكن أن يتسبب في وقف مجموعه من الجهد وتحفيز الشخص على الإقلاع عن التدخين.»